# Langley (Caroline du Sud)
Pour les articles homonymes, voir Langley.
Langley est une census-designated place située dans le comté d'Aiken, dans l’État de Caroline du Sud, aux États-Unis. Lors du recensement de 2020, elle comptait 1 485 habitants.